# Риоха
Рио́ха, или Ла-Рио́ха (исп. La Rioja, баск. Errioxa) — автономное сообщество и провинция на севере Испании. Столица и крупнейший город — Логроньо. До ноября 1980 года провинция так и называлась — Логроньо. Переименована в честь реки (исп. río) Оха — крупнейшего притока Тирона.
Статус автономного сообщества получен 9 июня 1982 года. Территория Риохи наименьшая среди автономных сообществ материковой Испании — 5045 км² (16-е место). Население — 322 621 чел. (17-е место по данным 2011 года).

## Административное устройство
Автономное сообщество Ла-Риоха состоит из одноимённой провинции. Сообщество разделено на 12 комарок, внутри которых 174 муниципалитета.
| Комарки                      | Адм. центр | Население, чел. (2009) | Площадь, км² | Муниципалитеты | Кол-во муниципалитетов |
| ---------------------------- | ---------- | ---------------------- | ------------ | --- | ---------------------- |
| Ангьяно                      |            | 3774                   | 720,45       | Ангьяно, Баньос-де-Рио-Тобия, Берсео, Бриева-де-Камерос, Каналес-де-ла-Сьерра, Эстольо, Ледесма-де-ла-Коголья, Мансилья-де-ла-Сьерра, Матуте, Педросо, Сан-Мильян-де-ла-Коголья, Тобия, Вентроса, Вильявелайо, Вильяверде-де-Риоха, Виньегра-де-Абахо, Виньегра-де-Арриба | 17                     |
| Эскарай                      |            | 2558                   | 250,47       | Эскарай, Охакастро, Пасуэнгос, Вальганьон, Сорракин | 5                      |
| Аро                          |            | 21 368                 | 444,86       | Абалос, Ангусьяна, Бриньяс, Брионес, Касаларрейна, Сельориго, Сидамон, Сиури, Кускуррита-де-Рио-Тирон, Фонсеа, Фонсалече, Гальбаррули, Химилео, Аро, Очандури, Ольяури, Родесно, Сахасарра, Сан-Асенсио, Сан-Мильян-де-Екора, Сан-Торкуато, Сан-Висенте-де-ла-Сонсьерра, Тирго, Тревьяна, Вильяльба-де-Риоха, Сарратон | 26                     |
| Санто-Доминго-де-ла-Кальсада |            | 9621                   | 252,67       | Баньос-де-Риоха, Баньярес, Кастаньярес-де-Риоха, Сируэнья, Корпоралес, Граньон, Эррамельюри, Эрвиас, Лейва, Мансанарес-де-Риоха, Санто-Доминго-де-ла-Кальсада, Сантурде-де-Риоха, Сантурдехо, Тормантос, Вильялобар-де-Риоха, Вильярта-Кинтана | 16                     |
| Нахера                       |            | 14 761                 | 316,06       | Алесанко, Алесон, Аренсана-де-Абахо, Аренсана-де-Арриба, Асофра, Бадаран, Бесарес, Бобадилья, Кампровин, Канильяс-де-Рио-Туэрто, Каньяс, Карденас, Кастровьехо, Кордовин, Ормилья, Ормильеха, Уэрканос, Манхаррес, Нахера, Санта-Колома, Торресилья-собре-Алесанко, Трисио, Уруньюэла, Вильяр-де-Торре, Вильярехо | 25                     |
| Альфаро                      |            | 16 500                 | 253,17       | Альдеануэва-де-Эбро, Альфаро, Ринкон-де-Сото | 3                      |
| Арнедо                       |            | 18 544                 | 589,63       | Арнедильо, Арнедо, Бергаса, Бергасильяс-Бахера, Корнаго, Энсисо, Гравалос, Эрсе, Мунилья, Муро-де-Агуас, Прехано, Кель, Санта-Эулалия-Бахера, Вильярроя, Сарсоса | 15                     |
| Калаорра                     |            | 34 208                 | 247,92       | Аутоль, Калаорра, Эль-Вильяр-де-Арнедо, Прадехон, Туделилья | 5                      |
| Сервера                      |            | 4229                   | 291,23       | Агилар-дель-Рио-Алама, Сервера-дель-Рио-Алама, Ихеа, Навахун, Вальдемадера | 5                      |
| Камеро-Нуэво                 |            | 2358                   | 502,23       | Альмарса-де-Камерос, Эль-Расильо-де-Камерос, Гальинеро-де-Камерос, Лумбрерас, Нестарес, Ньева-де-Камерос, Ортигоса-де-Камерос, Пинильос, Прадильо, Торресилья-эн-Камерос, Вигера, Вильянуэва-де-Камерос, Вильослада-де-Камерос | 13                     |
| Камеро-Вьехо                 |            | 765                    | 298,04       | Ахамиль, Кабесон-де-Камерос, Орнильос-де-Камерос, Халон-де-Камерос, Лагуна-де-Камерос, Леса-де-Рио-Леса, Муро-эн-Камерос, Рабанера, Сан-Роман-де-Камерос, Сото-эн-Камерос, Терроба, Торре-эн-Камерос | 12                     |
| Логроньо                     |            | 192 756                | 861,18       | Агонсильо, Альбельда-де-Ирегуа, Альберите, Альканадре, Аррубаль, Аусехо, Сенисеро, Клавихо, Корера, Дарока-де-Риоха, Эль-Редаль, Энтрена, Фуэнмайор, Галилеа, Орнос-де-Монкальвильо, Лагунилья-дель-Хубера, Лардеро, Логроньо, Медрано, Мурильо-де-Рио-Леса, Нальда, Наваррете, Окон, Рибафреча, Робрес-дель-Кастильо, Санта-Энграсия-дель-Хубера, Сохуэла, Сорсано, Сотес, Торремонтальбо, Вентоса, Вильямедьяна-де-Ирегуа | 32                     |

## Экономика
Основное занятие жителей Ла-Риохи — сельское хозяйство. Здесь выращивают помидоры, перец, горох, спаржу, различные фрукты. Особо выделяется выращивание винограда, из которого готовят столовые вина. Множество винных заводов находится в окрестностях Аро. До начала XXI века Риоха была единственным в Испании аппеллясьоном высшего уровня (DOC). Подробнее см. Риоха (винодельческий регион).

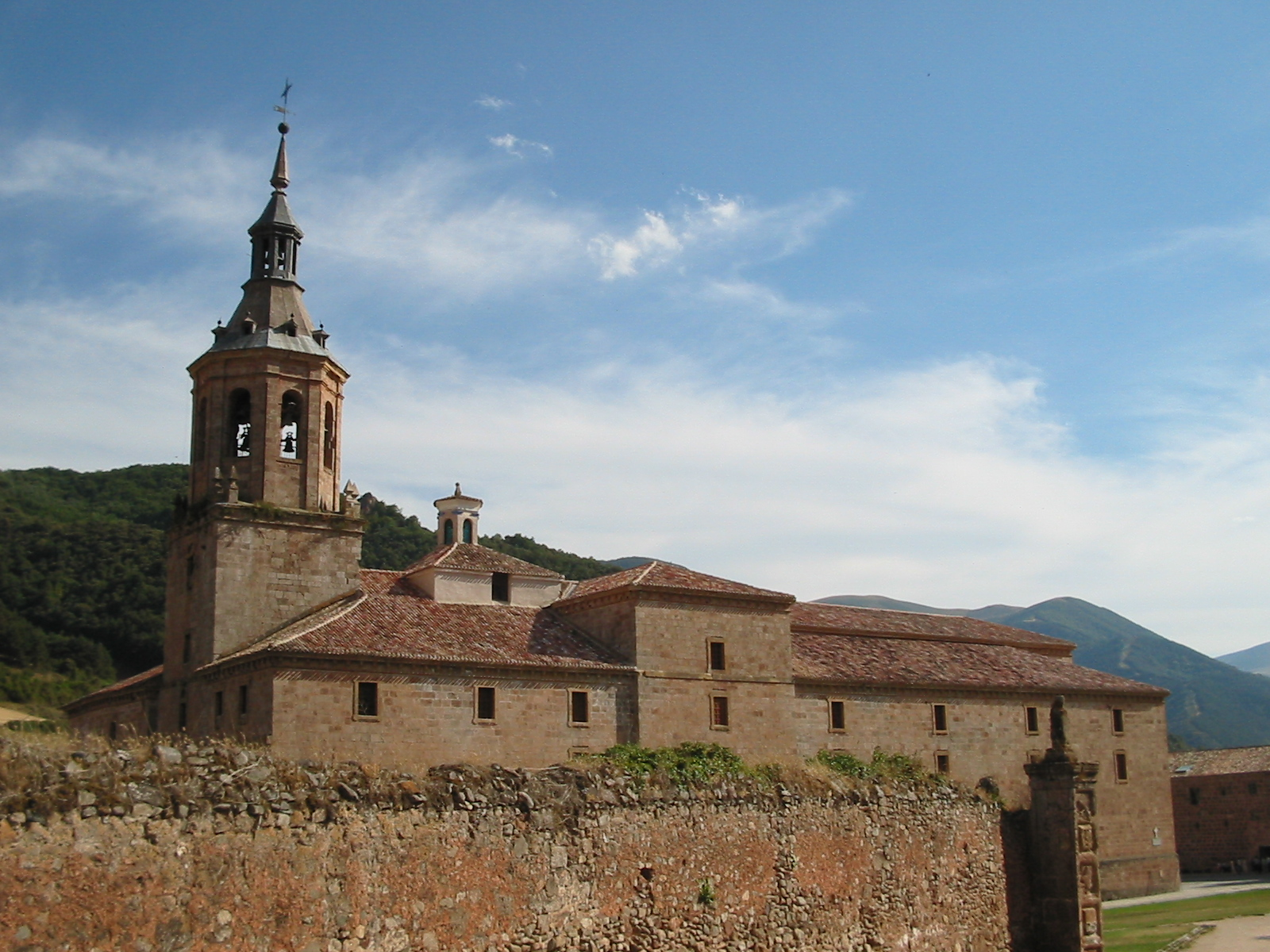
Монастырь Сан-Мильян-де-Юсо
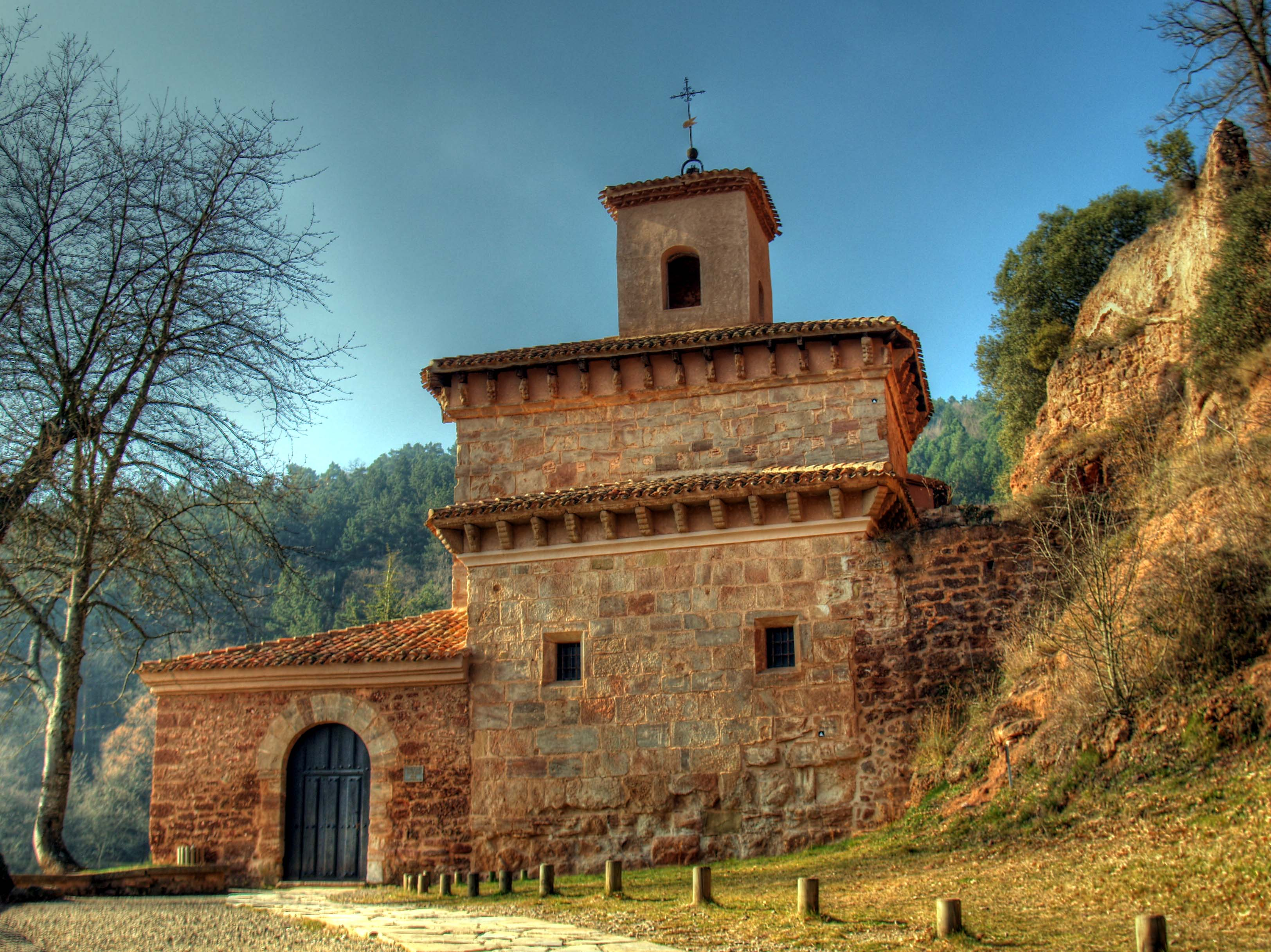
Монастырь Сан-Мильян-де-Сусо
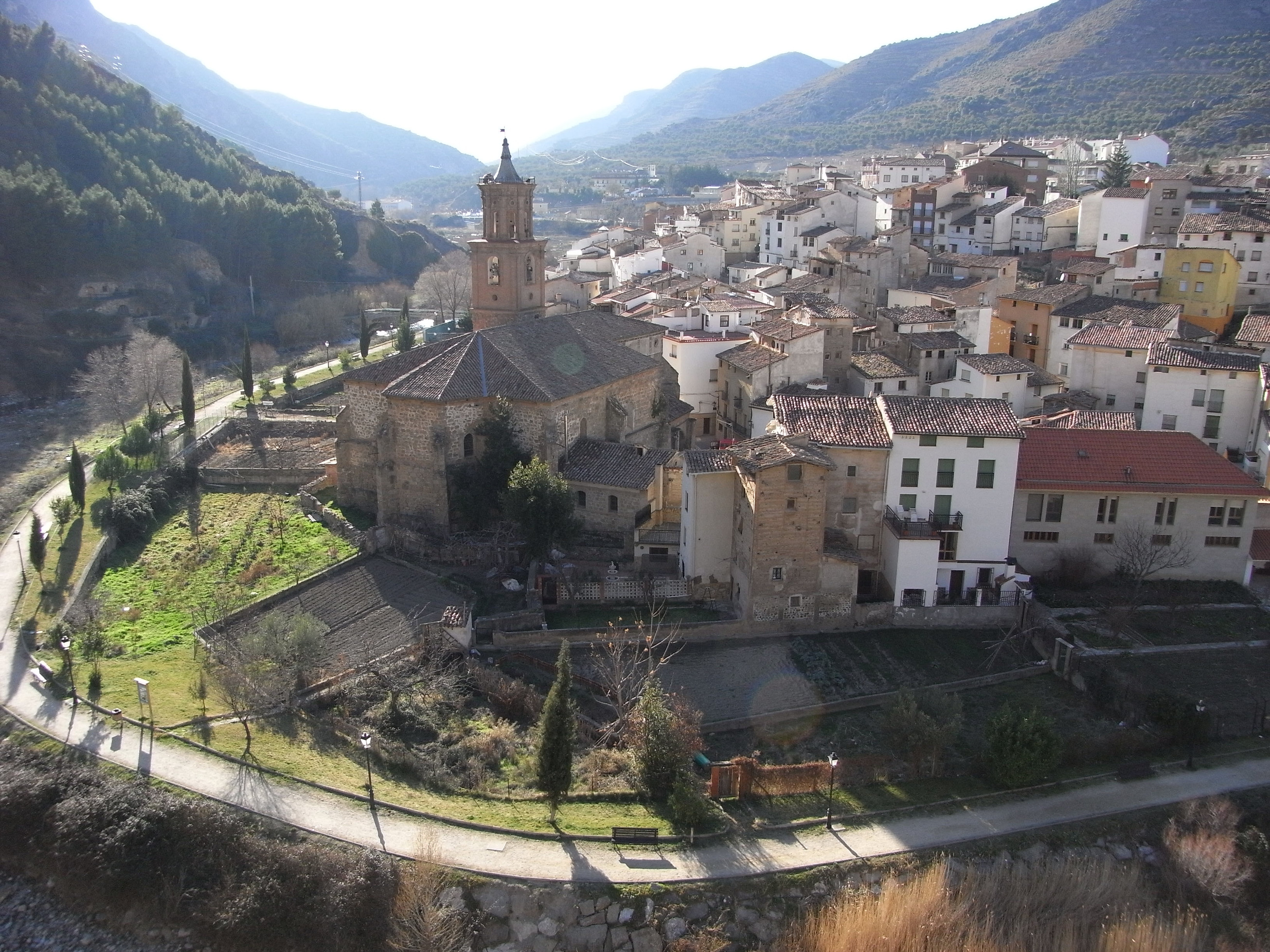
Церковь Сан-Сервандо и Сан-Жерман в Арнедильо
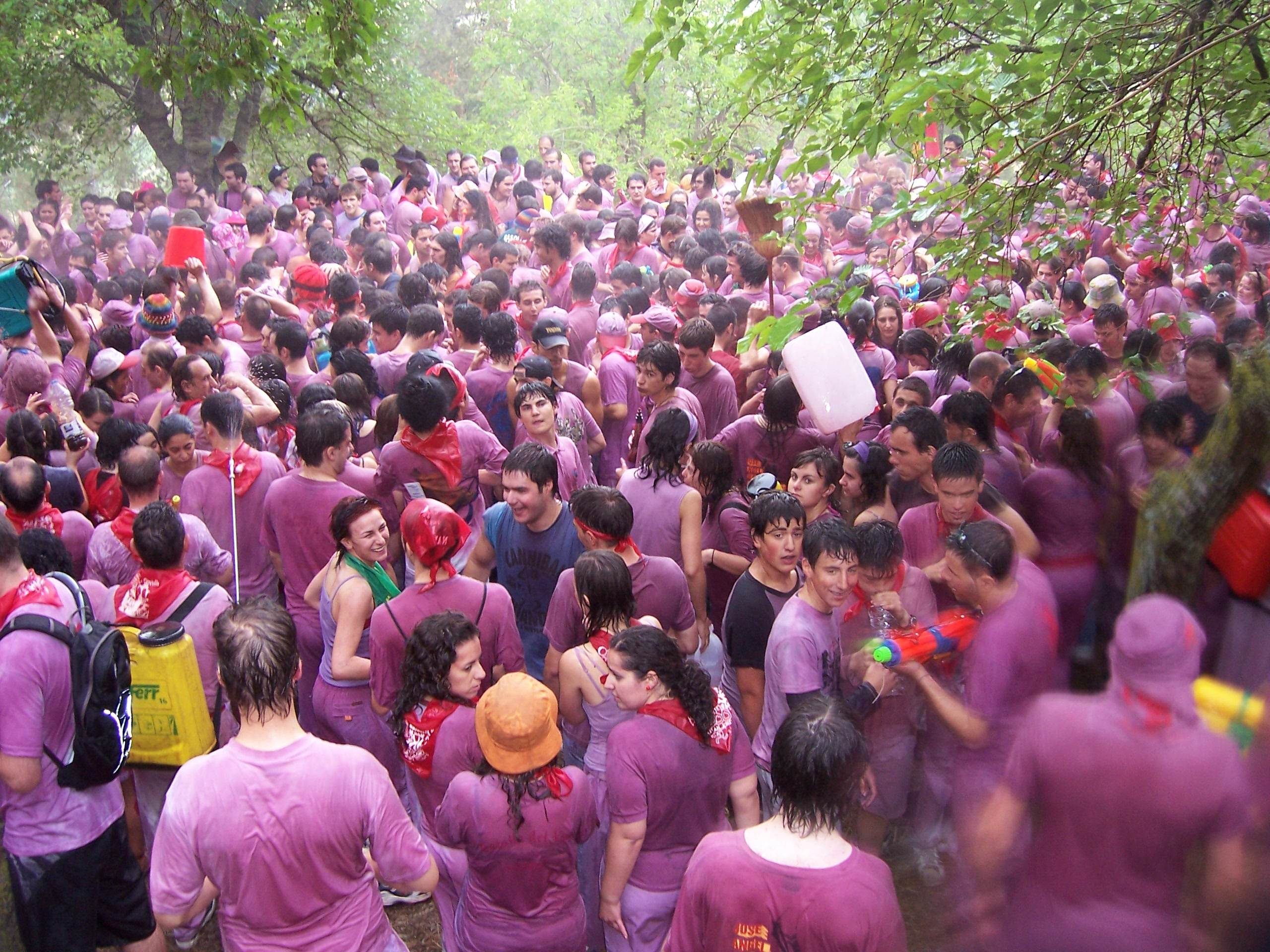
Винный фестиваль в Аро